# Сариєв Акмамед
Акмамед Сариєв (1907, село Ата Закаспійської області, тепер Ахалського велаяту, Туркменістан — ?) — радянський діяч, голова Президії Верховної ради Туркменської РСР, народний комісар землеробства Туркменської РСР. Член Бюро ЦК КП Туркменії (1946—1960). Депутат Верховної Ради СРСР 1-го і 3—5-го скликань. Заступник голови Президії Верховної ради СРСР 3—5-го скликань (1950—1959).

## Біографія
Народився в бідній селянській родині.
У 1930 році закінчив Ашхабадский сільськогосподарський технікум. У 1930—1935 роках — студент Туркменського державного сільськогосподарського інституту.
У 1935 — листопаді 1937 року — старший агроном Кагановицького районного земельного відділу Туркменської РСР, агроном-інспектор бавовняного управління Народного комісаріату землеробства Туркменської РСР.
У листопаді 1937 — 1943 року — народний комісар землеробства Туркменської РСР.
Член ВКП(б) з 1939 року.
У 1943—1944 роках — заступник голови Ради народних комісарів Туркменської РСР.
У 1944—1947 роках — заступник секретаря ЦК КП(б) Туркменії з тваринництва.
6 березня 1948 — 30 березня 1959 року — голова Президії Верховної ради Туркменської РСР.
З 1959 року — 1-й заступник міністра сільського господарства Туркменської РСР. На 1965 рік — начальник Головного управління лісового господарства, заповідників та мисливського господарства при РМ Туркменської РСР.
Потім — на пенсії в місті Ашхабаді.

## Нагороди
- орден Леніна
- два ордени Трудового Червоного Прапора
- орден «Знак Пошани»
- орден Вітчизняної війни ІІ ст.
- медалі